# 스와정
스와정(諏訪町)은 야마나시현 히가시야마나시군에 있던 정이다. 현재의 야마나시시에 해당한다.

## 역사
- 1875년 2월 - 야마나시군 7개 촌이 합병해 스와촌이 성립하였다.
- 1878년 7월 22일 - 군구정촌편직법에 의해 가미카네촌은 히가시야마나시군에 소속되었다.
- 1889년 7월 1일 - 정촌제 시행에 의해 스와촌이 단독으로 지자체를 형성하였다.
- 1942년 6월 8일 - 정으로 승격해 스와정이 되었다.
- 1954년 5월 17일 - 니시호촌, 나카마키촌과 합병해 마키오카정이 성립하여, 동일 스와정은 폐지되었다.

## 교통

### 도로
- 국도 제140호선